# Lykisk salamander
Lykisk salamander  (Lyciasalamandra luschani)  är ett stjärtgroddjur i familjen salamandrar som finns i Turkiet och Grekland.

## Utseende
Kroppen är lång, med 11 till 13 grunda längsfåror, och har ett hudveck vid strupen. Huvudet är platt, med tydliga parotidkörtlar. Längden är vanligtvis mellan 11 och 14 cm, men kan gå upp till 16,5 cm för hanen, 18 cm för honan. Svansen kan brytas av och regenereras precis som hos ödlorna. Arten är uppdelad i nio underarter, med starkt varierande teckning:
- S. luschani luschani – grundfärgen på ryggsidan är klargul till vit, med mörkbruna till svarta fläckar som kan bli så stora att de mer eller mindre helt täcker grundfärgen. Benen är svarta, röda eller ljusbruna. Buken är ljus, nästan opigmenterad.
- S. luschani antalyana – Ryggsidan är mönstrad i gult och brunt, medan buken är gulaktig. Underarten har ett otydligt, gult längsband på varje sida. Parotidkörtlarna är klart gula.
- S. luschani atifi – Den största underarten. Ryggsidan är mellan- till mörkbrun och har vanligtvis mycket små, vita prickar. Underarten har i regel ett längsband bestående av vita prickar på varje sida. Buksidan är gul, orange eller röd.
- S. luschani basoglui – Ryggsidan är brun till ljusröd med bruna till svarta fläckar, tydligast hos honan. Parotidkörtlarna är ljusare än omgivningen. Huvud, ben och svans är skära och sparsamt fläckiga. De klargula äggstockarna lyser igenom hosans rygghud. Denna underart finns endast i Grekland.
- S. luschani billae – Ryggsidan är skär till svart med vita fläckar i ett regelbundet mönster som ibland kan forma två längsrader. På sidorna har den två vita längsband, ett på var sida, som börjar framme på huvudet, under ögonen.
- S. luschani fazilae – Ryggsidan har en rödaktig färg som övergår till klart rött med åldern och har bruna eller svarta, ibland sammanflytande fläckar. Sidostrimmorna är vita, och buken ljus.
- S. luschani finikensis – Ryggsidan är mörk, nästan svart med vita prickar som kan flyta ihop till större markeringar. Sidostrimmorna är vita, och kan vara uppdelade i fläckar. Buken är lus, ofta med vita prickar.
- S. luschani flavimembris – Ryggsidan är mörkbrun med ett fåtal vita prickar. Sidostrimmorna är vita, och buken ljus. Svansens undersida är ljusare än resten av buken.
- S. luschani helverseni – Ryggsidan är mörkbrun med ett fåtal gula prickar. Sidorna är gula, svansens ovansida och benen svarta. Svansens undersida är orangegul, strupen ljust orangeröd samt buken opigmenterad, så att inälvorna skymtar.[2]

## Utbredning
Arten finns i sydvästra Turkiet (sydvästra Anatolien) samt med en underart, S. luschani basoglui, på ön Kastellorizo i Grekland.

## Vanor
Arten finns i buskvegetation och barrskog, speciellt på kalkstensgrund. Den är inte bunden till vatten, men är främst aktiv under fuktig väderlek och under årets svalare månader. Under sommaren drar den sig tillbaka till grottor, stenrösen och dylikt. Den är nattaktiv.

### Fortplantning
Arten parar sig på land, där hanen omfamnar honan i amplexus och pressar sin kloak mot hennes. Efter 5 till 8 månaders dräktighet föder honan två fullt utvecklade ungar. Arten blir könsmogen vid 3 års ålder, och beräknas kunna leva i åtminstone 10 år.

## Status
Den lykiska salamandern salamandern är klassificerad som sårbar ("VU" med underklassifieringen "B1ab(iii)") främst på grund av den mycket begränsade utbredningen. Populationen är stabil, och det finns inget uttalat hot mot den. Skogsbränder och insamling kan dock vara tänkbara hot, men är inte så för närvarande.